# Jaume Ferrer (navegante)
Jaume Ferrer (Mallorca, siglo XIV) fue un navegante mallorquín, que se ha identificado documentalmente con el ciudadano de Mallorca del mismo nombre que en 1343 llegó con un barco al puerto de Brujas. 

## Biografía

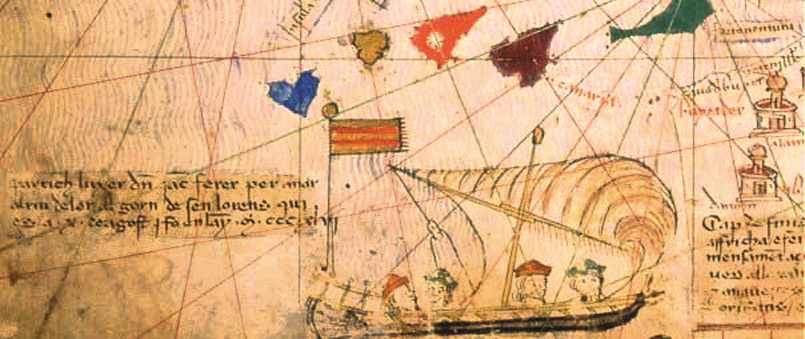
Detalle de Jaume Ferrer al'Atles Catalán (1375)

Su relevancia radica en la representación iconográfica en el Atlas catalán de 1375, y en otros posteriores, de un barco con una bandera y varias figuras humanas pintado al sur de las Islas Canarias con la siguiente leyenda (con ortografía comprensiva): «Partic l’uixer d’en Jacme Ferrer per ‘nar al Riu de l´Or al jorn de Sent Llorenç qui és a X d’agost e fo en l’any MCCCXLVI» (Partió la uixer de Jaume Ferrer para ir al Río de Oro el día de San Lorenzo, que es el X de agosto y en el año MCCCXLVI). Esta inscripción no informa ni del éxito ni del fracaso de la expedición de Jaume.
En todo caso, sería indicativa de que en 1346 algunos barcos europeos ya habían alcanzado el cabo Bojador, ya que la referencia al Río de Oro lo es a las tierras que se encuentran al sur (actualmente en el Sáhara Occidental).

## Reconocimientos
- Calle de Palma que da a la Plaça de les Drassanes.
- Estatua en la plaza de las Atarazanas de Palma.
- Medallón de relieve del salón de plenos del Ayuntamiento de Palma.
- Giravents en un reloj de sol monumental reproduciendo el barco de Jaume Ferrer del Atlas Catalán situado en el paseo Marítimo de Palma.